# 秦宗议
秦宗议（？—？），明朝政治人物。
岁贡出身。秦宗议曾接替罗景城任上海县知县一职，1391年由林廷瑾接任。